# Troupe cinematografica

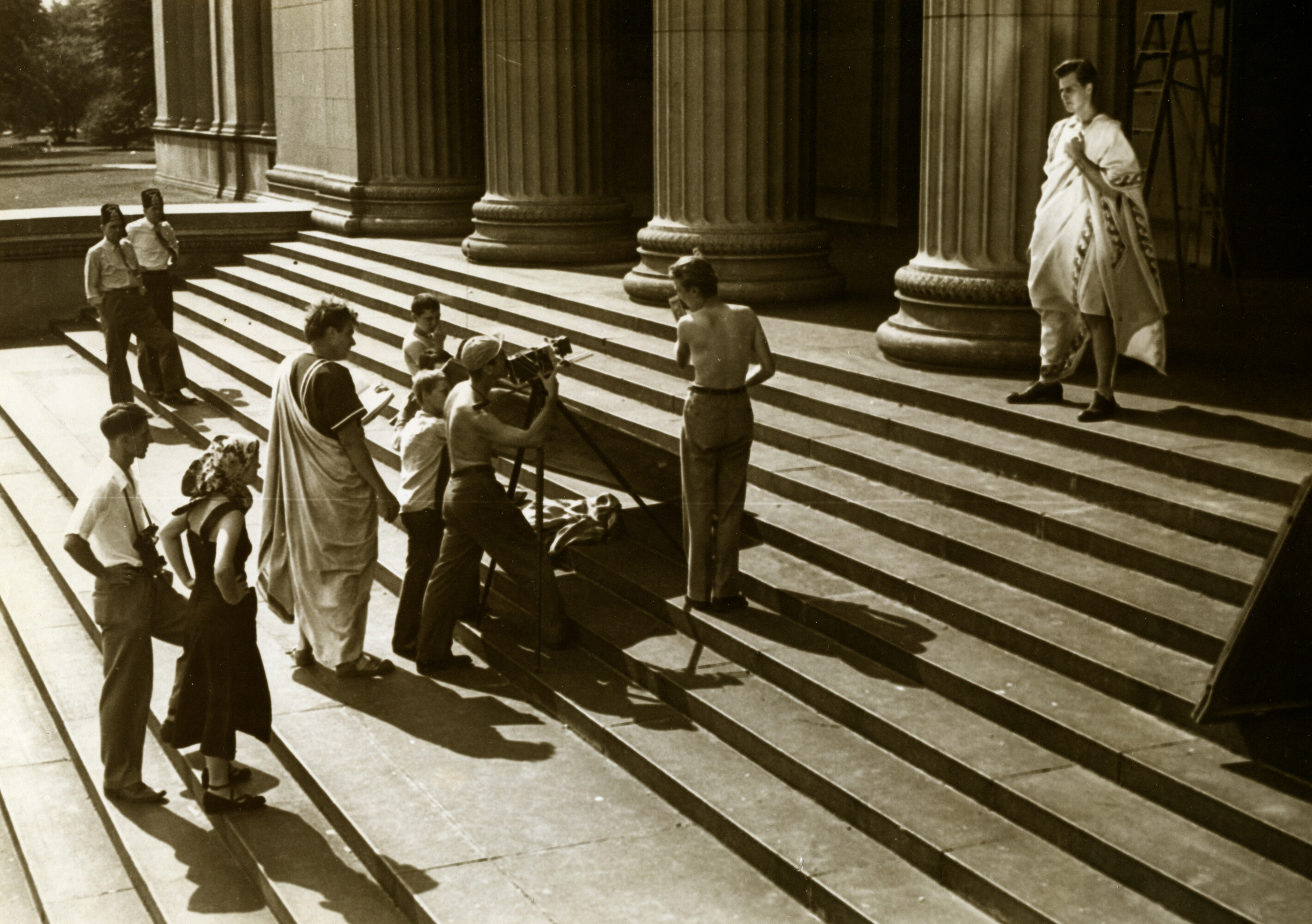
Una troupe cinematografica impegnata nelle riprese del film Julius Caesar (1950), inquadra l'attore Charlton Heston qui nel ruolo di Marco Antonio

La troupe cinematografica è l'insieme delle figure professionali, tecniche, artistiche ed amministrative che realizzano un film. Si distingue dal cast, termine con cui si indica l'insieme degli attori che compaiono nel film. La composizione della troupe varia da produzione a produzione, secondo il preventivo e le necessità tecniche o artistiche del film.
La realizzazione del film si divide in diverse fasi, in cui la composizione della troupe è molto diversa. Le fasi della realizzazione di un film sono la scrittura, la pre-produzione, la produzione e la post-produzione. Nei titoli di coda di un film di solito compaiono i componenti della troupe in tutte le fasi.
La troupe cinematografica è un insieme di lavoratori altamente specializzati che si dividono ordinatamente un gran numero di compiti artistici, tecnici e logistici. Per questo la troupe tipicamente si divide in reparti (in inglese departments), ognuno dei quali è guidato da un capo-reparto, responsabile delle scelte artistiche e tecniche di tutta la propria squadra.

## Dimensioni della troupe
Nel cinema professionale la dimensione della troupe può variare notevolmente, secondo il tipo di film, di esigenze tecniche o di un preventivo. Nei cortometraggi la troupe minima in fase di produzione è di circa 10 -15 persone, a cui vanno aggiunti i professionisti che si occupano della post-produzione.
Nel caso di lungometraggi (comunemente film), la dimensione minima della troupe in fase di produzione si aggira intorno alle cinquanta persone per progetti semplici. Col crescere delle esigenze tecniche il numero può salire enormemente.
Nel cinema amatoriale (principalmente cortometraggi) le dimensioni della troupe è molto ridotta; capita spesso che in tutte le fasi di produzione, vi sia una sola persona: la/il Filmmaker. A volte questa figura può essere accompagnata da un* sceneggiatrice/sceneggiatore.

## Seconda unità e unità speciali
Nei progetti complessi è possibile che si crei una seconda unità. La seconda unità è una seconda troupe di dimensioni ridotte che si occupa di portare avanti autonomamente una specifica parte della lavorazione, in parallelo con il lavoro della troupe principale. Spesso la seconda unità si occupa di riprese che non richiedono la presenza di attori (sfondi digitali, establishing shots), o non richiedono la presenza degli attori principali. La seconda unità ha un proprio regista che prende il nome di "regista della seconda unità" (in inglese second unit director) e un proprio direttore di produzione.
In alcune produzioni possono esistere anche ulteriori unità aggiuntive, che prenderanno il nome di "terza unità" e così via.
Nelle produzioni che impiegano effetti speciali è possibile che si creino unità speciali, ovvero delle mini-troupe addette a compiti specifici che riguardano gli effetti speciali. È il caso, molto diffuso nelle grandi produzioni di ambientazione fantastica, della troupe che si occupa di filmare le scene che coinvolgono i modellini.

## Fasi di lavorazione
La lavorazione di un film, dal suo concepimento all'arrivo nelle sale cinematografiche (distribuzione) può essere lunga e complessa. Tutti i film passano comunque attraverso quattro fasi fondamentali: la scrittura, la pre-produzione, la produzione e la post-produzione.

### Scrittura
È la fase in cui il film viene ideato e messo su carta. Parte di solito dalla stesura di un soggetto, che viene poi trasformato in un trattamento. Dal trattamento si passa poi alla sceneggiatura. La stesura della sceneggiatura, ovvero del testo del film in una forma divisa in scene, contenente i dialoghi e le ambientazioni del film, è il momento più importante della fase di scrittura. La sceneggiatura infatti sarà, per tutta la durata della lavorazione del film, il documento su cui si baserà tutto il lavoro della troupe.
Alcuni registi, o gruppi di lavoro, dalla sceneggiatura passano alla stesura dello storyboard.
Il dialoghista, specialista della sceneggiatura, si occupa di scrivere i dialoghi.

### Pre-produzione
La pre-produzione è la fase che prepara la produzione del film vero e proprio. La produzione assume le figure chiave della troupe; regista, aiuto-regista, organizzatore generale e direttore di produzione, insieme ai capi-reparto - direttore della fotografia, scenografo, costumista - cominciano lo "spoglio della sceneggiatura". In questa fase, dalla lettura delle scene si deducono tutti i fabbisogni del film: attori e comparse, costumi, location, scenografie, materiali di scena, effetti speciali, fabbisogni tecnici - luci, macchine da presa, materiale per i macchinisti ecc. - e permessi per girare.
Completato lo spoglio della sceneggiatura si passa alla fase successiva, chiamata "preparazione". Tutti i reparti cominciano ad acquisire i materiali necessari, noleggiandoli, comprandoli o realizzandoli. I materiali verranno accumulati in specifici locali appositamente attrezzati dove resteranno per tutta la durata del film. In questa fase i capi-reparto coinvolti si avvalgono del lavoro di assistenti e aiuti e/o di figure specializzate.
In questa fase si colloca il lavoro del location manager, un componente della produzione addetto alla ricerca dei luoghi del film, e del direttore casting, addetto alla ricerca degli attori.
Il direttore di produzione e l'aiuto-regista, in base alle indicazioni del regista e del produttore, compilano il piano di lavorazione, il calendario delle riprese che farà da riferimento per tutta la troupe in fase di produzione.

### Produzione
Il lavoro della troupe in questa fase è regolato dal piano di lavorazione.

## Figure chiave
Tutta la produzione del film è supervisionata e diretta da due figure chiave, responsabili dei contenuti e dell'organizzazione del film attraverso tutte le sue fasi: il regista e il produttore.

### Il produttore
Il produttore, valuta il soggetto, la sceneggiatura o l'opera letteraria proposta dagli autori, ne acquisisce i diritti e/o ne commissiona loro la scrittura (con modalità diverse a seconda che si tratti di un adattamento da un'opera letteraria oppure di un'opera originale e dello stadio di sviluppo autonomamente raggiunto dagli autori). Valutato il potenziale del copione definitivo, il produttore dà inizio alla produzione del film individuando un regista adatto al progetto per le sue peculiarità (se il regista fa anche parte degli autori, questo passaggio è già superato). Contrattualizzato il regista, il produttore realizza un preventivo e imposta un piano finanziario che mostri come intende coprire il costo di produzione. Il produttore avvia la raccolta dei fondi (investitori privati, tax credit esterno, e pratiche di finanziamento pubblico regionali, nazionali ed europee) e contemporaneamente cerca di attrarre l'interesse di una casa di distribuzione cinematografica e di un produttore televisivo. Il distributore assicura la commercializzazione del film nei circuiti delle sale, televisioni pubbliche e private, la sua messa in onda e la loro adesione al progetto è fondamentale per coinvolgere investitori privati e commissione cinematografica regionali che puntano molto sulla visibilità dell'opera. Il produttore fissa le date di realizzazione provvisorie del film. Le date certe saranno subordinate alla disponibilità del cast che sarà individuato di concerto col regista. Il produttore si occupa anche di avviare il collocamento del prodotto e di cercare, all'occorrenza un co-produttore straniero. Anche una co-produzione con il distributore o con televisioni pubbliche e private è ipotizzabile ma è una cosa diversa. Individuato il cast e fermatolo con contratti o lettere di intenti, di concerto col regista e con l'organizzatore generale del film, il produttore sceglie i capi reparto (Dir. Fotografia, Scenografo, Costumista, Fonico) e con loro la troupe. Il produttore partecipa alla produzione del film sempre. Finanzia con il capitale societario i divari finanziari dei contributi pubblici, finanzia con la quota societaria le tasse dei crediti concessi, paga tutti gli imprevisti e gli sforamenti dei costi preventivati, si assume, oltre al normale rischio d'impresa dovuto al possibile insuccesso del film, anche tutte le responsabilità civili e penali per tutto il tempo della lavorazione fino a copia campione (la consegna del film finalizzato).

### Il regista
Il regista è il direttore artistico di tutta la produzione di un film. Oltre a dirigere gli attori e a stabilire inquadrature e movimenti di macchina, ha l'ultima parola su ogni altro aspetto artistico, come i costumi, il trucco, la scenografia, la scelta delle location e la fotografia.
Il regista e critico cinematografico francese François Truffaut nel suo film "Effetto Notte", in cui interpreta se stesso alla regia di un film, dice: "Che cos'è un regista? Un regista è uno a cui vengono fatte in continuazione domande... domande su qualsiasi cosa. A volte lui sa la risposta, a volte no."
Molti registi sono anche autori del soggetto del film; alcuni sono anche autori o coautori della sceneggiatura.

## Il reparto produzione

### Organizzatore generale
Ha le stesse competenze del produttore esecutivo. Quando prende in mano il film:
- fa il preventivo;
- gestisce e trova i collaboratori e il personale necessario per la produzione;
- compone la troupe;

Spesso lavora fino alla fine delle riprese e lascia un bilancio integro al coordinatore dell'edizione.
Quando lavora insieme con un produttore esecutivo può intervenire anche sul preventivo.
È responsabile del reparto di produzione.

### Direttore di produzione
È una figura di riferimento sul set che si occupa dei contratti e della supervisione

### Ispettore di produzione
L'ispettore controlla l'autonomia della lavorazione, facendo in modo che gli ordini impartiti dal direttore di produzione vengano eseguiti con puntualità ed esattezza.
Nei film di grande importanza ci sono 2 o più ispettori di produzione di cui 1 sempre sul set, e l'altro in esterna per controllare l'allestimento del set successivo.
L'ispettore di produzione collabora alla preparazione del film e segue ogni fase di lavorazione sino all' approntamento della copia campione.
A fine giornata lavorativa l'ispettore di produzione predispone l'ordine del giorno per la lavorazione successiva, in collaborazione del regista che gli indica la necessità di ordine artistico.
L'ordine del giorno , a finché diventi esecutivo deve essere approvato e firmato dal direttore di produzione ed ogni lavoratore ha il dovere di consultarlo, prima di lasciare il set, per conoscere la modalità di lavorazione del giorno successivo.
L'ordine del giorno ha anche un valore legale, per cui una copia viene inviata alla compagnia di assicurazione con la quale il produttore ha assicurato il film ed il personale coinvolto nella realizzazione.

### Ordine del giorno
L'ordine del giorno è un programma delle attività previste per il giorno dopo, scritto a fine giornata.

## Segretario di produzione
Il segretario di produzione collabora con il direttore e l'ispettore, nell'adempimento dei propri compiti.
Egli si occupa di mantenere la disciplina delle figurazioni (comparse) delle quali compila le liste delle presenze e controlla il rispetto degli orari indicati nell'ordine del giorno, le ore di lavoro effettivamente svolte e gli eventuali straordinari.
Tutto ciò con le collaborazioni di capogruppo, ossia di colui che si occupa del reclutamento delle figurazioni.

## Regia
Il reparto della regia fa capo al regista e ne supporta il lavoro, a livello artistico, tecnico e logistico.

### L'aiuto regista
L'aiuto regista è il primo assistente del regista. Si occupa degli aspetti tecnici della regia. In pre-produzione è tipicamente responsabile dello spoglio della sceneggiatura, il processo in cui dalla lettura della sceneggiatura si desumono tutti gli aspetti pratici (materiali necessari, numero e tipologia di attori e comparse, effetti speciali, esigenze speciali di costumi, trucco e scenografia, automezzi etc.). Partecipa, con il direttore di produzione, alla stesura del piano di lavorazione.
Durante la produzione è sempre sul set, ascolta le esigenze del regista e dà indicazioni ai caposquadra tecnici; detta i tempi di lavorazione e controlla che il set segua la tabella di marcia stabilita (ordine del giorno); controlla e redige l'ordine del giorno per la convocazione di troupe e cast per il giorno di lavorazione successivo; in alcuni casi dirige le comparse che si muovono sullo sfondo dell'inquadratura; fa da collegamento tra il regista e i capi-reparto.
In alcuni casi, se la complessità del film o le abitudini del regista lo richiedono, in un film possono esserci più aiuto-registi.

### Assistente alla regia
L'assistente di regia assiste l'aiuto-regista nei suoi compiti.
Quando la complessità della produzione lo richiede, possono esserci due o più assistenti di regia, in genere organizzati in modo che uno di loro coordini gli altri.
Controlla, facendo riferimento all'aiuto-regista, che i reparti costumi, trucco e parrucchieri lavorino con i tempi giusti seguendo l'ordine del giorno; accompagna gli attori dai camerini al set e viceversa e provvede alle loro esigenze personali; se la lavorazione lo richiede, si occupa di bloccare il traffico di veicoli e/o passanti per evitare che vengano inquadrati per sbaglio.
Collabora, supervisionato dall'aiuto regista, alla redazione delle convocazioni degli attori e dei generici. In alcuni casi gli assistenti alla regia possono occuparsi della direzione delle comparse e degli attori.

#### L'assistente di regia volontario
Si tratta di un apprendista a titolo gratuito che aiuta gli assistenti di regia professionisti nel loro lavoro, allo scopo di impararlo.

### Segretario di edizione
Il segretario di edizione si occupa di tenere il registro di tutti i dettagli del girato utili al montaggio.
Prende nota e registra gli orari di lavorazione, le inquadrature girate e se queste ultime sono utilizzabili e per il montaggio finale del film.
Prende nota, scena per scena, delle eventuali difformità tra la sceneggiatura e il dialogo effettivamente girato; annota e registra tutti i dettagli dell'inquadratura relativi a posizioni degli attori, costumi, oggetti di scena, luce, trucco e capelli, in modo che possano essere mantenuti in continuità con le scene successive.
È una figura professionale altamente specializzata, il cui lavoro richiede una profonda conoscenza del set e una costante attenzione ai minimi dettagli.

## Fotografia
Il reparto della fotografia si occupa di tutto ciò che è relativo alla realizzazione dell'immagine cinematografica. Fa capo al Direttore della Fotografia.
 Direttore della fotografia 
È la figura più importante sul set dopo il regista. Insieme a quest'ultimo crea l'immagine attraverso l'inquadratura e l'illuminazione. Di solito lavora secondo le indicazioni del regista trasformando le indicazioni di quest'ultimo in scelte tecniche come l'uso di luci, ombre, filtri fotografici, ottiche, profondità di campo ecc.
 Operatore alla macchina 
L'operatore alla macchina siede dietro la macchina da presa e segue l'azione secondo le indicazioni del regista e/o del Direttore della Fotografia. Quando la macchina non è appoggiata su appositi sostegni l'operatore la tiene appoggiata sulla propria spalla.
 Assistente operatore 
L'assistente operatore ha il compito di preparare la macchina secondo le indicazioni del direttore della fotografia e/o dell'Operatore, aggiungendo o togliendo filtri e montando accessori (paraluce, matte box, etc.). Tiene perfettamente puliti tutti gli apparati ottici della macchina (filtri, ottiche) per evitare imperfezioni nelle immagini. Mentre si gira aziona la ghiera del fuoco o dello zoom seguendo l'immagine (focus puller).
 Aiuto operatore 
L'aiuto operatore ha il compito delicatissimo di caricare e scaricare la pellicola dai magazzini della macchina da presa, estraendo la pellicola già impressionata dai magazzini, evitando l'infiltrazione di luce che la comprometterebbe, e confezionandola in modo sicuro per il trasporto allo stabilimento di sviluppo e stampa.
 Video assist 
L'assistente video  gestisce uno o più monitor collegati alla macchina da presa che consentono al regista e alla segretaria di edizione di vedere in tempo reale quello che viene girato.
 Data manager 
Qualora le riprese siano effettuate con macchine da presa digitali, la figura del data manager sostituisce quella dell'aiuto operatore gestendo lo scarico e il backup dei dati dalle schede della macchina da presa.
 Operatore steadycam 
Operatore specializzato nella movimentazione della steadycam, una macchina da presa fissata all'operatore tramite una speciale imbracatura, che rende il movimento della macchina indipendente da quello dello stesso, eliminando così le vibrazioni e gli ondeggiamenti; consentendo grande libertà di movimento e movimenti di macchina impossibili da realizzare con carrelli e binari.

## Elettricisti
Gli elettricisti si occupano del piazzamento e della gestione degli apparecchi di illuminazione del film, compresi gli accessori (bandiere, filtri). Stendono anche le linee elettriche per l'illuminazione e per i servizi necessari sul set.

### Caposquadra elettricisti
È il caposquadra degli elettricisti. Riceve indicazioni dal direttore della fotografia e coordina di conseguenza il piazzamento degli apparecchi di illuminazione e dei relativi filtri.

### Elettricista
Si occupa di trasportare, movimentare e piazzare gli apparecchi di illuminazione. Realizza le linee di alimentazione elettrica per le luci del film e per tutti gli apparecchi elettrici necessari sul set.

### Gruppista
È un elettricista specializzato, responsabile del gruppo elettrogeno sul set. È indispensabile per le riprese in esterni. Il gruppista guida il veicolo che ospita il gruppo elettrogeno, generalmente un mezzo pesante, ed è responsabile del funzionamento e della sua manutenzione.

## Macchinisti
I macchinisti montano e movimentano le strutture necessarie al piazzamento della macchina da presa, siano esse statiche (treppiedi, sostegno a colonna o bazooka) o mobili (binari, peewee, dolly, crane, ecc.), e tutte le componenti non elettriche delle luci. Provvedono inoltre all'eventuale ombreggiamento od oscuramento di specifiche zone del campo o del set qualora venga richiesto dal Direttore della Fotografia. In Italia di solito è un macchinista che opera il ciak ad ogni inquadratura.

### Capo-macchinista
È il capo squadra dei macchinisti. Riceve indicazioni dal Direttore della Fotografia e dirige il montaggio delle strutture richieste per la realizzazione dell'inquadratura.

### Macchinista
Trasporta e monta le strutture secondo le indicazioni del capo-macchinista. In produzioni complesse possono essere impiegati macchinisti con il compito specifico del montaggio e della movimentazione di speciali apparecchi come dolly e crane.

## Costumi

### Costumista
Il/la costumista crea i costumi di tutti i personaggi del film. Il costume comprende abiti, scarpe e ogni tipo di accessorio. Nel caso di un film realistico, lo fa scegliendo tra gli abiti effettivamente in commercio. In caso di film storici sceglie abiti d'epoca o li ricrea. In caso di film con ambientazione di fantasia, crea i costumi da zero. Lavora a stretto contatto con il regista e il produttore e con gli attori. Durante la preparazione del film, è responsabile del reperimento di tutti i costumi presso noleggiatori, case di moda che possono fungere da sponsor o direttamente sul mercato. Insieme all'assistente costumista, immagazzina e cataloga i costumi che serviranno durante il film.

### Assistente costumista
L'assistente costumista si occupa principalmente della logistica del reparto. Mantiene in ordine la "sartoria" (locale/i di appoggio dei costumi e degli accessori) o il "camion sartoria" (camion di produzione con analoga funzione), cataloga i costumi, mantiene il registro della continuità dei costumi. In alcuni casi aiuta la costumista a prendere decisioni artistiche, spesso si occupa dei costumi dei ruoli minori e/o dei generici.

### Aiuto costumista
L'aiuto costumista si occupa di vestire gli attori e le comparse. Si prende cura degli abiti personali degli attori. Un aiuto costumista rimane generalmente sul set per controllare la continuità dei costumi in scena e per sistemarli tra un ciak e l'altro.

### Sarto
Sul set il sarto si occupa di adattamenti e modifiche ai costumi di scena. Si occupa della pulizia giornaliera dei costumi. Durante la preparazione, specialmente in film in costume storico o fantastico, possono essere impiegati dei sarti per confezionare costumi ex-novo.

## Trucco

### Capo truccatore
Il capo truccatore è il direttore del make-up. Legge la sceneggiatura per interpretarla e decidere il tipo di make-up che più si addice alla stessa. Riceve indicazioni dal regista e dal direttore della fotografia con i quali collabora per tutto il tempo delle riprese.
Dirige il make-up da applicare sugli attori e trucca egli stesso gli attori principali.

### Truccatore
Il truccatore deve seguire alla lettera gli ordini del capo truccatore, deve essere veloce e rispettare l'ordine del giorno in modo da non sottrarre tempo ai colleghi sul set.

## Scenografia

### Scenografo/a
Lo scenografo è quel professionista che, in campo tecnico-artistico, cura l'allestimento delle rappresentazioni teatrali, cinematografiche, televisive e spesso museali.

## Suono

### Fonico di presa diretta
Fonico di presa diretta, responsabile della registrazione dell'audio sul set. Collabora generalmente con un microfonista.

## Trasporti
I trasporti nel settore cinematografico sono un reparto complementare a tutti i reparti.
È presente in molte fasi della realizzazione e risulta fondamentale quando si comincia a girare un film, specialmente se si girano esterni, tuttavia può esserlo anche se si gira in interno. 
Il reparto trasporti si occupa del carico, dello scarico, della custodia di tutto il materiale che abbisogna ad ogni reparto.
Nel settore trasporti sono inclusi i gruppi elettrogeni che sono adibiti alla  produzione elettrica.

## Post-produzione

### Montaggio
la persona che si occupa del montaggio assembla, in modo coerente con la sceneggiatura, e spesso sotto la supervisione del regista, le parti del girato per comporre il film.

### Adattatore dialoghista
questa figura entra in scena nel caso di film internazionali. Durante la post-produzione si occupa di tradurre i dialoghi, adattarli al meglio alla cultura e alla lingua di arrivo e sincronizzarli con le battute del film.

## Premi Oscar
- Oscar al miglior film (Academy Award for Best Picture), dal 1928[1]
- Oscar al miglior regista (Academy Award for Directing), dal 1928
- Oscar alla migliore sceneggiatura non originale (Academy Award for Writing Adapted Screenplay), dal 1928
- Oscar alla migliore sceneggiatura originale (Academy Award for Writing Original Screenplay), dal 1940
- Oscar al miglior sonoro (Academy Award for Best Sound Mixing), dal 1930
- Oscar per la migliore scenografia (Academy Award for Best (production designer) (art director), dal 1928
- Oscar al miglior trucco (Academy Award for Makeup), dal 1982
- Oscar per i migliori costumi (Academy Award for Costume Design), dal 1948
- Oscar per i migliori effetti speciali (Academy Award for Visual Effects) dal 1940
- Oscar per il miglior montaggio (Academy Award for Film Editing), dal 1935